# Rauno Bies
Rauno Bies (n. 30 octombrie 1961, Kuusankoski, Kymen lääni⁠(d), Finlanda) este un trăgător de tir ce a reprezentat Finlanda, medaliat olimpic. A participat la o ediție a Jocurilor Olimpice (1984) în care a câștigat o medalie de bronz.

## Participări
Lista de mai jos prezintă principalele competiții la care a participat Rauno Bies de-a lungul carierei.
- shooting at the 1984 Summer Olympics – men's 25 metre rapid fire pistol[*]